# Сан-Нікола (стадіон)
«Сан-Нікола» (італ. Stadio San Nicola, Стадіон Святого Миколая) — багатофункціональний стадіон, який спроєктував архітектор Ренцо Піано в італійському місті Барі. Назва стадіону — це ім'я святого Миколи Чудотворця, покровителя Барі.
Нині арену використовують головним чином для футбольних матчів і як домашній стадіон місцевого футбольного клубу «Барі».

## Історія
Арена побудована в 1990 році до чемпіонату світу з футболу, протягом якого вона прийняла п'ять матчів: СРСР—Румунія, Камерун — Румунія і Камерун — СРСР у групі B, матч 1/8 фіналу Чехословаччина — Коста-Рика і матч за третє місце Італія — Англія.
У 1991 році тут пройшов фінал Кубка європейських чемпіонів 1990/91, виграний белградською «Црвеною Звездою». 
На стадіоні відбувався матч відбіркового турніру Євро-2008 між Італією і Шотландією в березні 2007 року, в якому Італія виграла 2:0.
1 квітня 2009 року «Сан-Нікола» приймав матч відбіркового циклу до чемпіонату світу-2010, в якому Італія приймала Ірландію. Матч закінчився внічию 1:1.

## Опис
За задумом архітектора, стадіон схожий на квітку, яка розпустилася на Пулійській рівнині. Для створення цього дизайну, арена складається з 26 «пелюсток» і верхніх рівнів верхнього кільця, які поділені на 8 метрів порожнього простору, достатнього для забезпечення задовільних умов безпеки.
Стадіон вміщує 58 248 осіб, але трибуни ніколи не були заповнені вщерть, так, у 1991 році на фіналі Кубка європейських чемпіонів на стадіоні було близько 51 000 осіб.

## Чемпіонат світу з футболу 1990 року
Стадіон був одним із місць проведення чемпіонату світу з футболу 1990 року та приймав такі матчі:
| Дата           | Команда № 1    | Рез. | Команда № 2 | Раунд              |
| -------------- | -------------- | ---- | ----------- | ------------------ |
| 9 червня 1990  | СРСР           | 0–2  | Румунія     | Група B            |
| 14 червня 1990 | Камерун        | 2–1  | Румунія     | Група B            |
| 18 червня 1990 | Камерун        | 0–4  | СРСР        | Група B            |
| 23 червня 1990 | Чехословаччина | 4–1  | Коста-Рика  | 1/8 фіналу         |
| 7 липня 1990   | Італія         | 2–1  | Англія      | Матч за 3-тє місце |